# Astragalus acceptus
Astragalus acceptus es una  especie de planta herbácea perteneciente a la familia de las leguminosas. Se encuentra en China en Qinghai.

## Descripción
Es una planta herbácea que alcanza un tamaño de 4-5 cm de altura, cespitosa acaulescente. Las hojas de 2-6 cm; con estípulas de 5-8 mm, los pecíolos de  3 mm, densamente cubiertos de  pelos de 1-1,5 mm; con pecíolo de 1-3 cm, como raquis delgado, los foliolos en 3 o 4 pares, de 4 -8 x 1,8-3 mm, el envés más densamente y adaxialmente escasamente cubiertos de pelos de 1 mm. Las inflorescencias en forma de racimos sésiles, con 1  o 2 flores. Los pétalos de color amarillento cuando están secos.

## Taxonomía
Astragalus acceptus fue descrita por Podl. & L.R.Xu y publicado en Encyclopédie Méthodique, Botanique 1(1): 321, en el año 1983.
Etimología
Astragalus: nombre genérico derivado del griego clásico άστράγαλος y luego del Latín astrăgălus aplicado ya en la antigüedad, entre otras cosas, a algunas plantas de la familia Fabaceae, debido a la forma cúbica de sus semillas parecidas a un hueso del pie.
acceptus: epíteto